# Tanel Kangert
Tanel Kangert (født 11. marts 1987) er en estisk tidligere professionel cykelrytter, der senest kørte for Team BikeExchange-Jayco.